# アビアンカ航空011便墜落事故
アビアンカ航空011便墜落事故（アビアンカこうくう011びんついらくじこ）は、1983年11月27日午前0時6分 (UTC) ごろにスペインのマドリード＝バラハス空港の南東12キロメートル付近にアビアンカ航空011便が墜落した事故である。
乗員乗客192人中181人が死亡した。

## 概要
アビアンカ航空011便（ボーイング747-283B、機体記号：HK-2910）は、フランクフルト始発、パリ、マドリード、カラカスを経由してボゴタを最終目的地とする国際定期便だった。
当日（1983年11月26日）はフランクフルト – パリ間のフライトがキャンセルされ、当該区間の乗客はルフトハンザドイツ航空便に振り替えられた。このルフトハンザ便の到着が遅れたため、それを待っていたアビアンカ011便の離陸も1時間20分ほど遅れて22時25分になった。
FL370 まで上昇した後、23時31分にマドリードの管制にコンタクトし、Pamplona、Barahona、Castejon の各通過点経由でマドリードVORへの飛行クリアランスを得た。15分後 FL190 までの降下を許された。23時52分、さらに FL90 までの降下が許された。
23時56分にマドリッドの管制にコンタクトした後、滑走路 33 へのアプローチ許可を得た。日付が変わり27日0時0分にFL90まで降下した後にさらに降下する許可を得た。0時3分には管制から着陸のクリアランスを得た。
通常の手順では、高度4,000フィートでCPL（VORの名称）直上を通過し直後に右旋回して滑走路直進進入コースに乗る。2海里ほど同高度のまま直進して ILS のグライドスロープを捉え降下を開始し、アウターマーカー上空を高度 3,282 フィートで通過するというものだった。
着陸のクリアランスを受けた時点ではまだ CPL の6海里以上手前の位置を高度4,000フィートで飛行していたが、クルーらはこのまま直進する代わりに右旋回を開始し、降下しながらアウターマーカー付近で再び右旋回して着陸コースに入るショートカットコースをとれば時間節約になると考えた。この際、副操縦士は操縦していた機長に対してアウターマーカー通過高度を、3,282フィートではなく、誤って先頭の二桁が入れ替わった 2,382フィートと告げた。機長も自分の ILS チャートを確認しなかった。マドリッド空港は高度1,902フィートにあるので、「2,382フィート」では地表から480フィート(約146メートル)ほどの高度であり、しかもアウターマーカー付近の地形は数十ないし100メートル程度の小高い丘が点在していた。ILSグライドスロープを捉えるのに、パイロットは習慣として下側から入るので、2,382フィートよりもさらに低い高度をとることになった。
墜落の14秒前にGPWS（対地接近警報）の音声警報が動作した。しかし機長は落ち着いた態度で、
「いいんだ、いいんだ (Bueno, bueno)」
といって何のアクションもしなかった。警報が鳴ったままの状態で5秒後にふたたび、
「いいんだよ (Bueno)」
と言いながら自動操縦を外したが、高度を上げる操作はしなかった。GPWS の音声警報はやまなかったので、隣の副操縦士は気が気でなくなり、
「地表と言ってますが何の意味ですか、機長 (Que dice el terreno Comander)」
と質問した。その1秒後には初めの衝撃音が記録された。
標高2,247フィートの丘に速度142ノットで右主脚と第4エンジンが触れた。3秒後には速度135ノット、4.9度の機首上げ姿勢で次の丘に衝突。さらに6秒後に126ノットで地面に右翼から墜落した。機体は横転して五つに分断した。169名の乗客のうち、生存したのは11名、乗員23名（デッドヘッド4名を含む）に生存者は無かった。

## 原因
スペイン民間航空事故調査委員会 (CIAIAC) は、その報告書で以下のように原因を推定している。
機長は、正確な自機の位置を把握することなく、公示された計器進入操作によらず誤った方位でILSを捉えようとし、最低安全高度を下回る高度を飛行した結果地面に衝突した。寄与因子としては；
- 不正確なナビゲーションにより、正しくない位置から進入操作を始めたこと
- 対地接近警報 (GPWS) が動作したにもかかわらず、正しいアクションを起こさなかったこと
- 操縦室内のチームワーク不足
- 管制塔が当該機に対して不正確な位置情報を伝えたこと
- 管制官は、レーダーサービスが終わったことを当該機に告げることなく、またレーダー上で継続監視することを怠ったこと

を挙げている。